# For Pleasure
For Pleasure est un étalon alezan de race Hanovrien concourant en saut d'obstacles, né en 1986 et mort le 18 février 2011. Fils de Furioso II, il est chef de race en Allemagne.
Agréé à la reproduction en Selle français, Holsteiner et Anglo-arabe de croisement en 2003, il a été monté par Marcus Ehning et Lars Nieberg, cavaliers de très haut niveau. Totalisant un gain cumulé d'environ 3 millions d'euros, il a été sacré « Meilleur cheval du monde » en 2003 par la World Breeding Federation for Sport Horses (WBSFH).  « Impressionnant de facilité, de technique et de motivation, cet étalon possède un modèle irréprochable, une tête très expressive portée par une magnifique avant-main. ». G.Vorwerk, découvreur de For Pleasure, dit de ce cheval : « Un étalon comme Furioso II, une fois par siècle ».
Il a fait ses adieux aux compétitions de haut niveau à l'âge de 20 ans, en 2006, lors du CHIO d'Aix-la-Chapelle où une cérémonie lui était spécialement consacrée, à la suite d'une blessure au tendon l'année précédente. De 2005 à 2011, ce gagnant international d'1,68 m au garrot a mené une retraite paisible et fait la monte. En 2011, les premiers produits de For Pleasure ont treize ans.

## Performances

### Palmarès
Avec Lars Nieberg
- 1995 : Champion d'Allemagne et 2e de la Finale de la Coupe du Monde.
- 1996 : Champion Olympique par Equipe. Vainqueur des Grands Prix Coupe du Monde de Bruxelles et Genève et de la Coupe des Nations d'Aix-la-Chapelle, 2e de la Coupe des Nations de Calgary.
- 1997 : Champion d'Europe par équipe et 4e en individuel. 2e du Grand Prix de Londres-Olympia, 4e du Grand Prix Coupe du Monde de Bruxelles et 5e du Grand Prix Coupe du Monde de Londres-Olympia.
- 1998 : Vainqueur de la Coupe des Nations d'Aix-la-Chapelle et 2e du Grand Prix Coupe du Monde de Paris-Bercy.

Avec Marcus Ehning
- 1999 : Champion d'Europe par Equipe et 5e en individuel. 1er des Coupes des Nations de Calgary, Hickstead et Modène, vainqueur du Grand Prix de Modène et 7e du Grand Prix d'Aix-la-Chapelle.
- 2000 : Champion olympique par Equipe et 4e en individuel, Vainqueur de la Coupe des Nations d'Aix-la-Chapelle et du Grand Prix du CSI-5* de Zurich, Vice-champion d'Allemagne et 4e Coupe du Monde de Dortmund.
- 2001 : Vainqueur de la Coupe des Nations de St-Gall, 2e de la Coupe des Nations et du Grand Prix d'Aix-la-Chapelle et 3e de la Coupe des Nations de Rotterdam, 4e du Grand Prix Coupe du Monde de Berlin et 5e des Grand Prix Coupe du Monde de Londres-Olympia et Dortmund.
- 2002 : 4e par équipe aux Jeux équestres mondiaux de Jerez de la Frontera, Vainqueur de la Coupe des Nations et du Grand Prix de Lucerne, Champion d'Allemagne, 2e de la Coupe des Nations d'Aix-la-Chapelle et 5° du Grand Prix, 2e du Grand Prix Coupe du Monde de Dortmund, 3e du Grand Prix Coupe du Monde de Vérone et du Grand Prix du CSI-W de Göteborg, 6e du Grand Prix Coupe du Monde de Bordeaux.
- 2003 : Champion d'Europe par Equipe et 3e en individuel, 2e de la Coupe des Nations et du Grand Prix du CSI-5* de La Baule, 2e de la Coupe des Nations et du Grand Prix d'Aix-la-Chapelle, 3e de la finale du Top Ten à Genève et 2e du Grand Prix  Coupe du Monde de Londres-Olympia.
- 2004 : Vainqueur du Grand Prix Coupe du Monde de Leipzig et 4e du Grand Prix Coupe du Monde de Paris-Bercy.
- 2005 : 7e du Grand Prix du CSI-4* de Wiesbaden.

## Élevage

### Produits

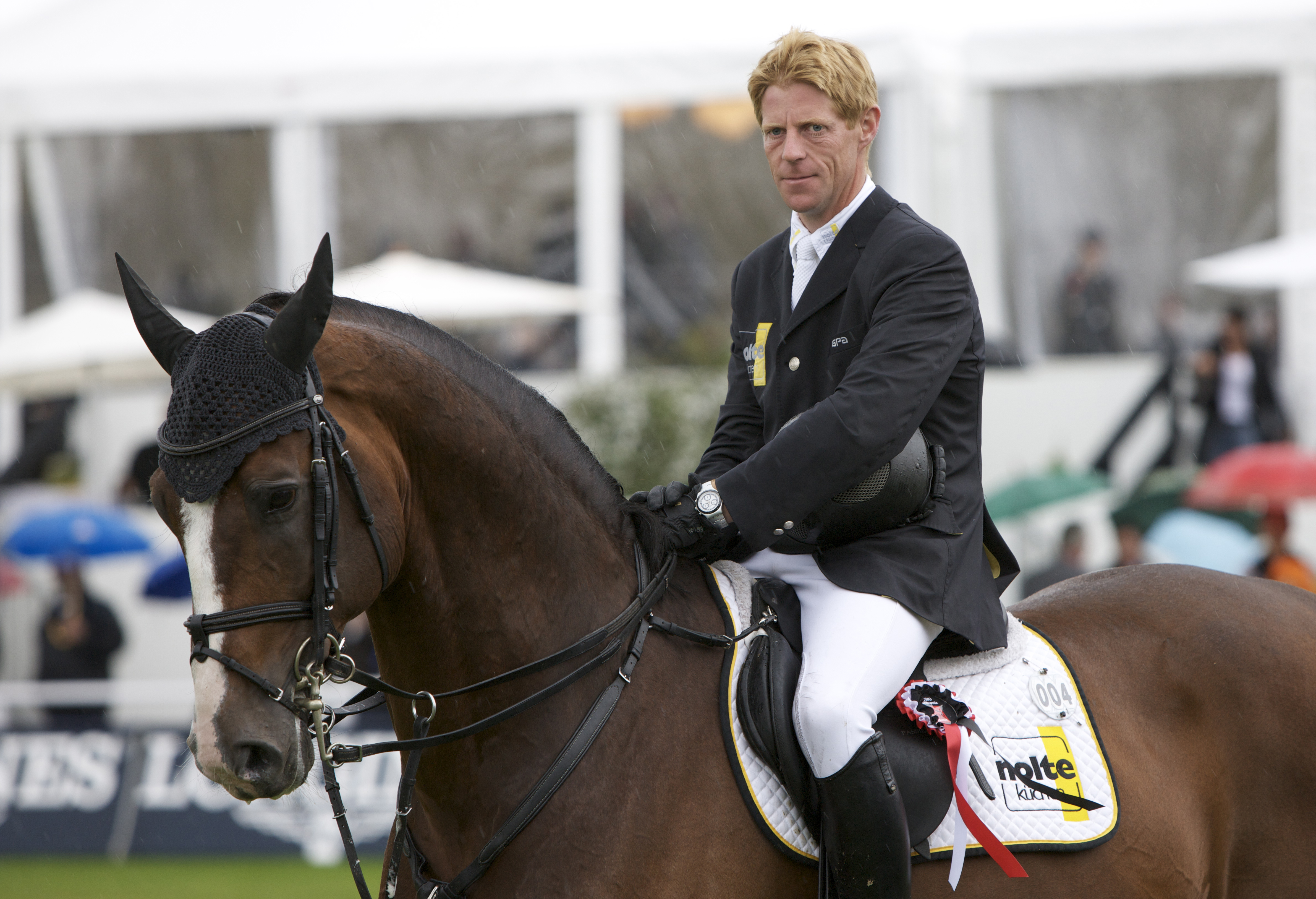
Marcus Ehning et For Germany RD au CSIO de Saint-Gall en 2009

For Pleasure est agréé au stud-book holsteiner. Il compte de nombreux descendants vainqueurs au plus haut niveau. 
- For Germany RD (né en 1998), choisi par Marcus Ehning pour le Best Of Champions 2007 et vainqueur du Grand Prix CSI-5* de Dortmund en Allemagne.
- Firth of Clyde, vainqueur du Grand Prix de la Reine à Barcelone en Espagne sous la selle de Christian Ahlmann.
- Poète de Preuilly (2003), étalon top price des ventes de Pompadour 2006, classé Très Bon à la Grande Semaine de Fontainebleau en 2007 sans toucher une seule barre[4], qualifié pour la finale des 5 ans et des 6 ans à la Grande Semaine de Fontainebleau
- For Fun, jument gagnante à Leipzig en Allemagne, Spruce Meadows au Canada, Berlin en Allemagne, 2e à Kiel, Stuttgart et Francfort  en Allemagne, 5e à Hanovre (Allemagne) sous la selle de Marcus Ehning
- Farina, gagnante à 8 ans à Berlin (Allemagne), 8e de la qualificative Coupe du monde de Dortmund, vainqueur du Grand Prix CSIO de Dublin en Irlande, du Grand Prix CSIO de Hickstead en Grande-Bretagne et du Grand Prix Coupe du monde de Moscou en Russie sous la selle de René Tebbel.
- Barron, vainqueur olympique

Notons également For Feeling, For Paragon, Fatalis Fatum, For Joy van't Zorgvliet (vainqueur de CSI en Irlande avec Jessica Kuerten), Forester,  For Keeps (monté par Lars Nieberg), Forsyth FRH, For the best, For future, For Ever RD, For Hero (monté par Kevin Staut), For Life's Memory RD, Quebec Tame et Sauterelle de la Pomme (montée par Patrice Delaveau).
Au classement des Jeunes Pères de gagnants, Forrester se classe 7e, Forsyth FRH 11e, For Future 19e, et For Feeling 20e.

### Caractères de production
For Pleasure a été élu étalon du Siècle en 2003, et étalon hanovrien de l'année en 2000. Il est l'étalon européen le plus demandé en 2004. Ses produits, peu nombreux, totalisent plus d'un million d'euros de gains

### Conditions de monte et Conseils de croisement
Sa semence est jugée très fertile. For Pleasure, très classique, croise bien avec toutes les juments, et en particulier « les juments expressives, de bonne taille et assez dans le sang ». 2/3 de se poulains sont alezans et 1/3 sont bais. Il transmettrait sa volonté de vaincre et sa locomotion.